# Generali Open Kitzbühel 2018
Generali Open Kitzbühel 2018 byl profesionální tenisový turnaj pořádaný jako součást mužského okruhu ATP World Tour, který se hrál na otevřených antukových dvorcích Tennis Stadium Kitzbühel. Probíhal mezi 30. červencem až 4. srpnem 2018 v rakouském alpském letovisku Kitzbühel jako jubilejní sedmdesátý čtvrtý ročník turnaje.
Turnaj s rozpočtem 540 310 eur se řadil do kategorie ATP World Tour 250. Nejvýše nasazeným hráčem ve dvouhře se stal osmý tenista světa Dominic Thiem z Rakouska, jenž dohrál ve druhém kole. Jako poslední přímý účastník do hlavní singlové soutěže nastoupil moldavský 92. hráč žebříčku Radu Albot.
Šestý titul na okruhu ATP Tour vybojoval 29letý slovenský kvalifikant Martin Kližan, ve finálových duelech udržel 100% úspěšnost. Vyrovnal tím Gulbisův rekord ATP World Tour, počítaný od sezóny 1990. Premiérovou společnou trofej ze čtyřhry na túře ATP si odvezl česko-argentinský nenasazený pár Roman Jebavý a Andrés Molteni.

## Rozdělení bodů a finančních odměn

### Rozdělení bodů
| Soutěž  | vítězové | finalisté | semifinalisté | čtvrtfinalisté | 16 v kole | 32 v kole | Q  | Q2 | Q1 |
| ------- | -------- | --------- | ------------- | -------------- | --------- | --------- | -- | -- | -- |
| dvouhra | 250      | 150       | 90            | 45             | 20        | 0         | 12 | 6  | 0  |
| čtyřhra | 250      | 150       | 90            | 45             | 0         | —         | —  | —  | —  |

### Finanční odměny
| Soutěž                              | vítězové | finalisté | semifinalisté | čtvrtfinalisté | 16 v kole | 32 v kole | Q2     | Q1     |
| ----------------------------------- | -------- | --------- | ------------- | -------------- | --------- | --------- | ------ | ------ |
| dvouhra                             | €89 435  | €47 105   | €25 515       | €14 535        | €8 565    | €5 075    | €2 285 | €1 145 |
| čtyřhra                             | €27 170  | €14 280   | €7 740        | €4 430         | €2 590    | —         | —      | —      |
| částka ve čtyřhře je uvedena na pár |          |           |               |                |           |           |        |        |

## Mužská dvouhra

### Nasazení
| Stát                             | Hráč                  | ATP | Nasazení |
| -------------------------------- | --------------------- | --- | -------- |
| Rakousko                         | Dominic Thiem         | 8.  | 1.       |
| Německo                          | Philipp Kohlschreiber | 25. | 2.       |
| Španělsko                        | Fernando Verdasco     | 33. | 3.       |
| Nizozemsko                       | Robin Haase           | 38. | 4.       |
| Francie                          | Gilles Simon          | 39. | 5.       |
| Německo                          | Maximilian Marterer   | 47. | 6.       |
| Německo                          | Jan-Lennard Struff    | 51. | 7.       |
| Srbsko                           | Dušan Lajović         | 63. | 8.       |
| Žebříček ATP k 23. červenci 2018 |                       |     |          |

### Jiné formy účasti
Následující hráči obdrželi divokou kartu do hlavní soutěže:
- Corentin Moutet
- Dennis Novak
- Sebastian Ofner

Následující hráči obdrželi do hlavní soutěže zvláštní výjimku:
- Jozef Kovalík
- Jürgen Zopp

Následující hráči postoupili z kvalifikace:
- Yannick Hanfmann
- Denis Istomin
- Martin Kližan
- Jurij Rodionov

### Odhlášení
před zahájením turnaje
- Pablo Cuevas → nahradil jej  Radu Albot
- Richard Gasquet → nahradil jej  Taró Daniel
- Gaël Monfils → nahradil jej  Jaume Munar
- Guido Pella → nahradil jej  Nikoloz Basilašvili
- Albert Ramos-Viñolas → nahradil jej  Michail Kukuškin
- João Sousa → nahradil jej  Laslo Djere

## Mužská čtyřhra

### Nasazení
| Stát                                                                        | Hráč           | Stát       | Hráč               | ATP  | Nasazení |
| --------------------------------------------------------------------------- | -------------- | ---------- | ------------------ | ---- | -------- |
| Chile                                                                       | Julio Peralta  | Argentina  | Horacio Zeballos   | 75.  | 1.       |
| Bělorusko                                                                   | Max Mirnyj     | Rakousko   | Philipp Oswald     | 84.  | 2.       |
| Nový Zéland                                                                 | Marcus Daniell | Nizozemsko | Wesley Koolhof     | 89.  | 3.       |
| Německo                                                                     | Tim Pütz       | Německo    | Jan-Lennard Struff | 102. | 4.       |
| Žebříček ATP k 23. červenci 2018; číslo je součtem umístění obou členů páru |                |            |                    |      |          |

### Jiné formy účasti
Následující páry obdržely divokou kartu do hlavní soutěže:
- Jürgen Melzer /  Philipp Petzschner
- Jurij Rodionov /  Tristan-Samuel Weissborn

### Odhlášení
v průběhu turnaje
- Dominic Thiem

### Skrečování
- Philipp Petzschner

## Přehled finále

### Mužská dvouhra
- Martin Kližan vs.  Denis Istomin, 6–2, 6–2

### Mužská čtyřhra
- Roman Jebavý /  Andrés Molteni vs.  Daniele Bracciali /  Federico Delbonis, 6–2, 6–4